# Daniel Savini
Daniel Savini (Reggio Emilia, 26 settembre 1997) è un ex ciclista su strada italiano, professionista dal 2018 al 2022.

## Carriera
Nato nel 1997 a Reggio Emilia, ma residente in Toscana, a Massa, inizia a praticare il ciclismo all'età di sei anni. 
Tra gli Juniores, nel biennio 2014-2015 con il G.C. Romagnano, ottiene diversi successi, in particolare, al secondo anno, quelli nella Tre Giorni Bresciana a tappe, nella Coppa Pietro Linari e nel Giro della Lunigiana a tappe; nel 2015 partecipa anche ai mondiali di Richmond, chiudendo 71º nella gara in linea di categoria, e viene premiato come miglior ciclista Junior agli Oscar TuttoBici.
Passato agli Elite/Under-23, nel 2016 vince la Coppa 29 Martiri di Figline di Prato con il team Hopplà-Petroli Firenze, mentre l'anno dopo fa suo il Gran Premio San Giuseppe con la maglia della Maltinti Lampadari. Nel 2018, non ancora ventunenne, passa professionista con la Bardiani-CSF, ottenendo al primo anno il successo nella classifica giovani all'Oberösterreichrundfahrt. Nel 2019 prende parte al Giro di Lombardia, non concludendolo, mentre nel 2020 si piazza 94º alla Milano-Sanremo, tenutasi eccezionalmente ad agosto, prima classica monumento dopo il lockdown per la pandemia di COVID-19. Nel 2019 e nel 2020 è inoltre terzo al Trofeo Matteotti.

## Palmarès
- 2014 (juniores)[6]

G.P. Liberazione Città di Massa
Coppa Remo Puntoni - Campionato regionale Toscana
Gran Premio Esercenti Industria
- 2015 (juniores)[3]

Trofeo Sportivi di Pieve al Toppo
Coppa Remo Puntoni
Trofeo Memorial Aurelio Del Rio
4ª tappa Tre Giorni Ciclistica Bresciana (Sarezzo > Sarezzo)
Classifica generale Tre Giorni Ciclistica Bresciana
Trofeo Monte Sagro (cronoscalata)
Firenze-Faenza - Sulle strade del Passatore
Memorial Antonio Colò
Coppa Pietro Linari
1ª tappa Giro della Lunigiana (Castelnuovo Magra > Ponzano Superiore)
Classifica generale Giro della Lunigiana
- 2016 (Hopplà-Petroli Firenze)

Trofeo Ciclistico Castelnuovo Val di Cecina
Coppa 29 Martiri di Figline di Prato
- 2017 (Maltinti Lampadari-Banca di Cambiano)

Gran Premio San Giuseppe
Gran Premio Città di Pontedera

### Altri successi
- 2015 (juniores)

Classifica scalatori Giro della Lunigiana
- 2018 (Bardiani CSF)

Classifica giovani Oberösterreichrundfahrt
- 2021 (Bardiani CSF)

Classifica scalatori Istrian Spring Trophy

## Piazzamenti

### Classiche monumento
- Milano-Sanremo

2020: 93º
2021: non partito
- Giro di Lombardia

2019: ritirato
2020: ritirato
2021: 96º

### Competizioni mondiali
- Campionati del mondo

Richmond 2015 - In linea Junior: 71º